# Dragan Vukčević
Pour les articles homonymes, voir Vukčević.
Dragan Vukčević, né le 12 avril 1971 à Titograd en Yougoslavie (aujourd'hui Podgorica au Monténégro), est un ancien joueur serbe de basket-ball. Il mesure 2,02 m.

## Clubs
- 1990-1993 : / Budućnost Titograd (Ligue A 1)
- 1993-1994 :  Maurienne (Pro B)
- 1994-2002 :  Budućnost Podgorica (Ligue A 1)
- 2002-2003 :  Chalon-sur-Saône (Pro A)
- 2003-2004 :  Keravnós Strovólou (Division 1)
- 2004-2005 :  Budućnost Podgorica (Ligue A 1)
- 2005 :  Anwil Włocławek (PLK)

## Palmarès
- Champion de Yougoslavie en 1999, 2000 et 2001